# Roman autobiographique
 (mai 2025).
Si vous disposez d'ouvrages ou d'articles de référence ou si vous connaissez des sites web de qualité traitant du thème abordé ici, merci de compléter l'article en donnant les références utiles à sa vérifiabilité et en les liant à la section « Notes et références ».
Le roman autobiographique est un genre littéraire issu de l'autobiographie ainsi que du roman-mémoires. Le sujet est un personnage de fiction dont la vie narrée à la première personne du singulier est assez fortement inspirée par la vie de l'auteur.
À la différence du roman-mémoires, l’auteur est le narrateur.
Un journal comme celui de Kirk Hammett est un type particulier d’autobiographie, plus éloigné du roman. Balzac, par exemple, s’est représenté à plusieurs reprises dans des personnages de ses romans.